# Меандр

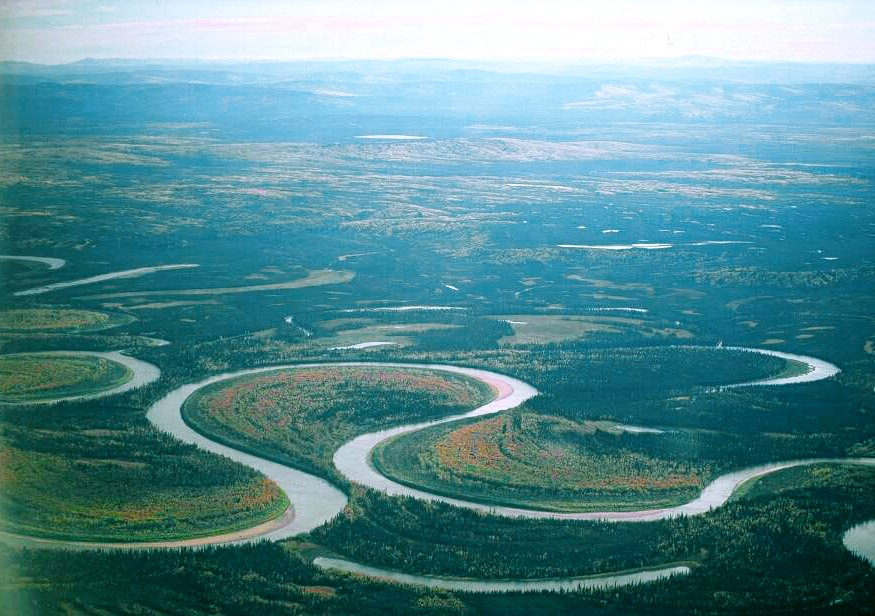
Свободные меандры (изгибы) реки Новитна, Аляска

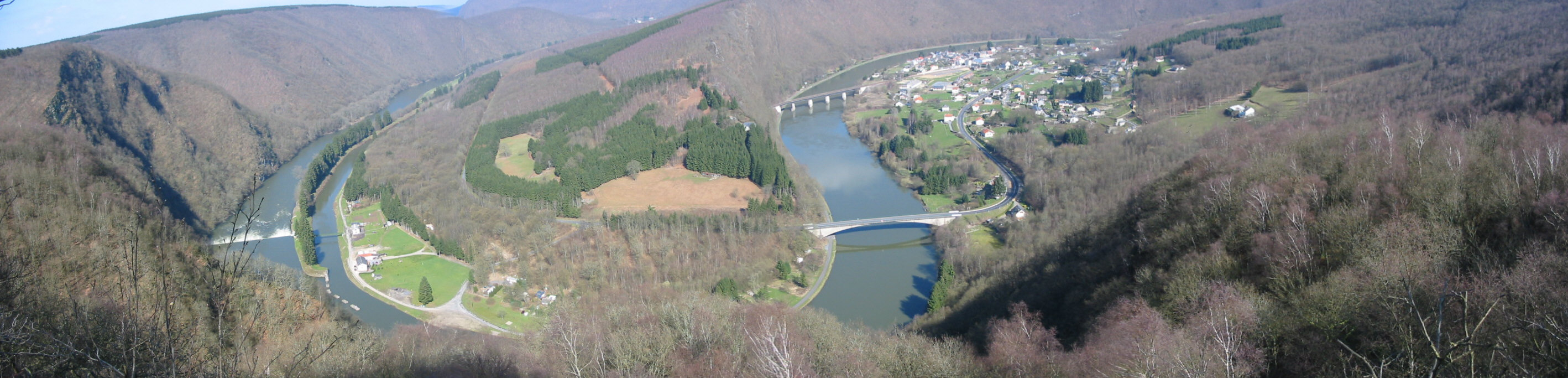
Вынужденная излучина Мааса, не являющаяся меандром

Меа́ндр (излучина, лука) — изгиб реки. Может быть создан рекой на плоской поверхности, покрытой рыхлыми отложениями (блуждающий, свободный или поверхностный меандр) или сформирован изгибом речной долины (врезанный, или долинный меандр).
Поверхностные меандры могут врезаться в поверхность, превращаясь во врезанные, а врезанные могут смещаться вниз, разрушая выступы склонов, и превращаться в поверхностные.

## Описание
Вогнутый (внешний) берег меандра обычно более крутой, а выпуклый (внутренний) — более пологий.

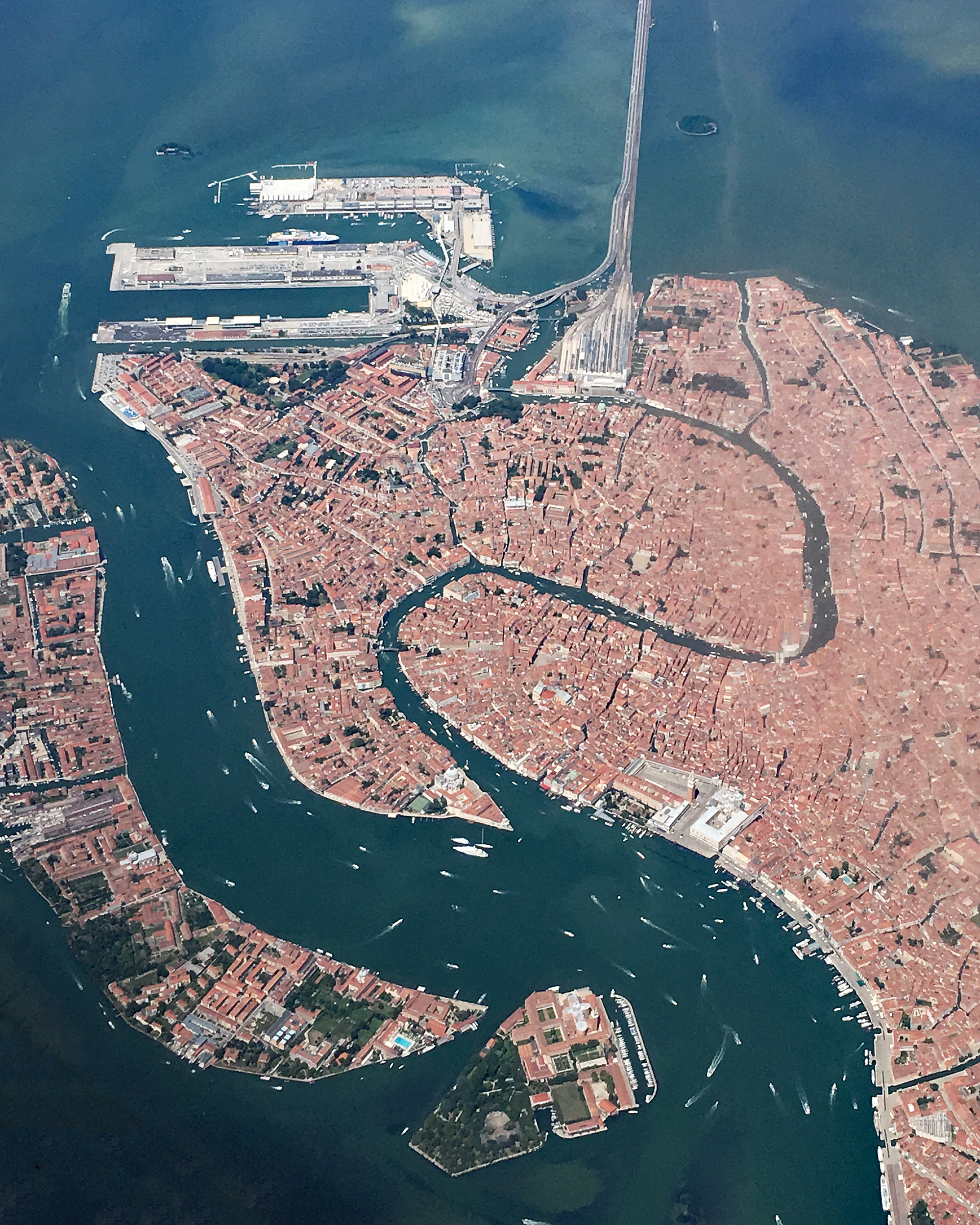
Большой канал в Венеции является меандром русла реки, берега которой скрылись под водой после поднятия уровня воды в венецианской лагуне

Иногда река спрямляет своё русло, и тогда на месте прежнего русла образуется старица.
Тип русловых процессов, заключающийся в естественном развитии речного русла с меандрами, называется меандрирование.
Полуостров, огибаемый течением реки, и находящийся внутри меандра, называется шпора. Узкая часть между соседними излучинами — шейка меандра. По характеру берегов и степени их фиксации меандры подразделяют на свободные, врезанные и вынужденные.
Зона, в которой меандрирующий поток периодически меняет свое русло, известна как меандровый пояс. Он составляет от 15 до 18 раз больше ширины канала. Со временем меандры перемещаются вниз по течению, иногда за такое короткое время, что создают проблемы для гражданского строительства и местных муниципалитетов, обслуживающих дороги и мосты.
Извилистость водотока — это отношение длины русла к расстоянию по прямой линии вниз по долине. Ручьи или реки с одним руслом и извилистостью 1,5 или более определяются как извилистые ручьи или реки.

## Название
Исторически меандр (от греч. Μαίανδρος) — древнее название извилистой реки Большой Мендерес в Малой Азии, сейчас территория Турции. В результате даже в классической Греции (и в более позднем греческом искусстве) название реки стало нарицательным, означающим всё петляющее и извилистое, как речь, декоративные узоры, а также геоморфологические особенности пещер.

## Геометрия меандра
Техническое описание извилистого водотока называется геометрией меандра или геометрией меандра в плоскости Он характеризуется как неправильной формой волны. Идеальные волновые формы, такие как синусоида, имеют толщину в одну линию, но в случае потока необходимо учитывать ширину. Ширина полного берега — это расстояние поперек русла в среднем поперечном сечении на уровне полного потока, обычно оцениваемое по линии самой низкой растительности.
В качестве формы волны извилистый поток следует вдоль оси впадины, прямой линии, подгоняемой к кривой, так что сумма всех амплитуд, измеренных от неё, равна нулю. Эта ось представляет общее направление потока.
В любом поперечном сечении поток следует оси меандра, абстрактной центральной линии. Две последовательные точки пересечения центральной оси и оси русла образуют петлю меандра. Меандр — это две последовательные петли, направленные в противоположных поперечных направлениях. Расстояние одного меандра вдоль центральной линии — это длина меандра. Максимальное расстояние от центральной линии до точки перегиба петли — это ширина или амплитуда меандра.
В отличие от синусоидальных волн, петли извилистого потока более близки к круглой. Кривизна изменяется от максимума на вершине к нулю в точке пересечения (прямая линия), также называемой перегибом, потому что кривизна меняет направление в этих окрестностях. Радиус контура является прямой линией, перпендикулярной к центральной линии. Поскольку петля не идеальна, необходима дополнительная информация для её характеристики. Угол ориентации — это угол между осью петли меандра и осью центральной линии.
Петля на вершине имеет внешний или вогнутый берег и внутренний или выпуклый берег. Пояс меандра определяется средней шириной меандра, измеренной от внешнего берега к внешнему берегу, а не от средней линии к средней линии. Если есть пойма, она выходит за пределы меандрового пояса. Тогда говорят, что меандр свободный — его можно найти где угодно в пойме. Если поймы нет, меандры фиксируют.
Различные математические формулы связывают переменные геометрии меандра. Оказывается, можно установить некоторые числовые параметры, которые фигурируют в формулах. Форма волны в конечном итоге зависит от характеристик потока, но параметры не зависят от него и, по-видимому, вызваны геологическими факторами. Обычно длина меандра составляет 10—14 раз, в среднем в 11 раз больше ширины канала полного берега и в 3—5 раз, в среднем 4,7 раза радиуса кривизны на вершине. Этот радиус в 2—3 раза больше ширины канала.
Меандр также имеет глубину. Переходы отмечены перекатами или неглубокими пластами, а на вершинах — бассейнами. В бассейне направление потока — вниз, размывая слой материала. Однако основной объём течет медленнее по внутренней части изгиба, где из-за пониженной скорости осаждается осадок.
Линия максимальной глубины или русла — это линия тальвега или тальвега. Обычно её называют границей, когда реки используются в качестве политических границ. Тальвег обнимает внешние берега и возвращается к центру над перекатами. Длина дуги меандра — это расстояние по тальвегу на один меандр. Длина реки — это длина по средней линии.

## Физический принцип образования

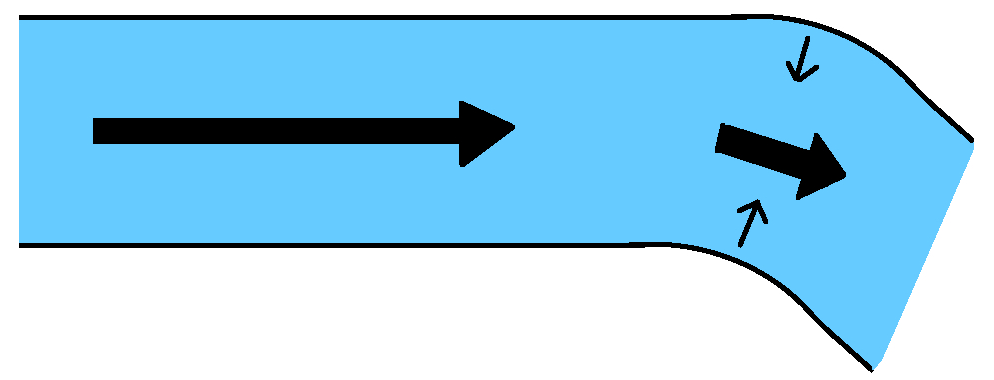
Прямой канал, заканчивающийся одним изгибом

Меандры являются результатом взаимодействия воды, протекающей по изогнутому каналу, с дном и берегами русла реки. Это создаёт геликоидальный поток, при котором вода движется от внешнего берега к внутреннему вдоль дна русла реки, а затем течёт обратно к внешнему берегу у поверхности реки. Это, в свою очередь, увеличивает перенос отложений от внешнего берега к внутреннему берегу, так что отложения вымываются с внешнего берега и повторно осаждаются на внутреннем берегу следующего меандра ниже по течению.
Когда жидкость вводится в изначально прямой канал, который затем изгибается, боковые стенки создают градиент давления, который заставляет жидкость менять направление и следовать изгибу. Отсюда возникают два противоположных процесса: (1) ламинарное (безвихревое) течение и (2) турбулентное течение. Чтобы река меандрировала, турбулентный поток должен преобладать.
(1) Согласно уравнениям Бернулли, высокое давление приводит к низкой скорости. Следовательно, в отсутствие турбулентного потока мы ожидаем низкой скорости жидкости на внешнем колене и высокой скорости жидкости на внутреннем колене. Результатом классической механики жидкости является ламинарное течение в колене. В контексте меандров его эффекты преобладают над эффектами турбулентного течения.
(2) Существует баланс сил между силами давления, воздействующими на внутренний изгиб реки, и центробежными силами, направленными на внешний изгиб реки. В условиях извилистых рек граница существует в тонком слое жидкости, который взаимодействует со дном реки. Внутри этого слоя, в соответствии с классической теорией, скорость пограничного слоя жидкости фактически равна нулю. Центробежная сила, которая зависит от скорости, также фактически равна нулю. Тем не менее пограничный слой не влияет на силу давления. Следовательно, внутри пограничного слоя преобладает сила давления, и жидкость движется по дну реки от внешнего изгиба к внутреннему изгибу. Это создаёт геликоидальный поток: вдоль русла реки жидкость примерно следует изгибу канала, но также направляется к внутреннему изгибу; Вдали от русла реки жидкость также примерно следует изгибу канала, но в некоторой степени вынуждена изнутри наружу изгибаться.
Более высокие скорости на внешнем изгибе приводят к более высоким напряжениям сдвига и, следовательно, к нарастанию эрозионных процессов. Точно так же более низкие скорости на внутреннем изгибе вызывают меньшие касательные напряжения, что приводит к седиментации взвесей. Таким образом, меандр подрывает внешнюю сторону изгиба, в результате чего русло реки становится всё более извилистым (пока давление на шейку меандра не превосходит пороговое и не происходит прорыв). Отложения на внутреннем изгибе формируются таким образом, что для большинства естественных извилистых рек ширина реки остаётся почти постоянной, даже когда река меандрирует.
В речи перед Прусской академией наук в 1926 году Альберт Эйнштейн предположил, что, поскольку сила Кориолиса Земли может вызвать небольшой дисбаланс в распределении скоростей, то, что скорость на одном берегу выше, чем на другом, это может вызвать эрозию на одном берегу и отложение наносов на другом, которое создаёт меандры, предположив связь развития меандров и силы Кориолиса Тем не менее силы Кориолиса, вероятно, незначительны по сравнению с другими силами, действующими на образование меандров реки.

## Формирование

История жизни меандра

Меандрирование на реке Укаяли

Как только канал начинает следовать по синусоидальному пути, амплитуда и вогнутость петель резко возрастают. Это происходит из-за эффекта спирального потока, который перемещает плотный эродированный материал к внутренней части изгиба и оставляет внешнюю часть изгиба незащищённой и уязвимой для ускоренной эрозии. Это устанавливает положительную обратную связь.
По словам Элизабет А. Вуд:
«… Этот процесс создания меандров, кажется, является самоусиливающимся процессом… в котором большая кривизна приводит к большей эрозии берега, что приводит к большей кривизне…»
Из-за сохранения углового момента скорость на внутреннем колене выше, чем на наружном.

Русло ручья по наклонной долине. Максимальный градиент находится вдоль оси впадины, представленной гипотетическим прямым каналом. Возникают меандры, которые удлиняют русло потока, уменьшая уклон

Тот факт, что турбулентное течение реки переносит плотный эродированный материал с внешней стороны изгиба внутрь, делая реку со временем всё более извилистой, очень похож на парадокс чайного листа. Существует ряд теорий по вопросу, почему потоки любого размера становятся извилистыми, необязательно взаимоисключающих.

### Стохастическая теория
Стохастическая теория может принимать разные формулировки, но одним из самых общих утверждений является утверждение Шайдеггера: «меандрирование считается результатом случайных флуктуаций направления потока из-за случайно возникающих препятствий в речном русле, меняющих направление».
На плоской, гладкой, наклонной искусственной поверхности осадки стекают с неё равномерно, но даже в этом случае прилипание воды к поверхности и сцепление капель создают случайные ручейки. Натуральные поверхности в разной степени шероховаты и подвержены эрозии. Результатом случайного действия всех физических факторов являются извитые каналы, которые впоследствии постепенно становятся извилистыми. Даже каналы, которые кажутся прямыми, имеют извилистый тальвег, что в конечном итоге приводит к меандрированию русла реки.

### Теория равновесия
В теории равновесия меандры уменьшают градиент потока до тех пор, пока не будет достигнуто равновесие между эродируемостью местности и транспортной способностью потока. Нисходящая масса воды должна отдавать потенциальную энергию, которая при той же скорости в конце капли, что и в начале, теряется при взаимодействии с эрозионным материалом русла реки. Кратчайшее расстояние, то есть прямой канал даёт наибольшую энергию на единицу длины, больше разрушая берега, создавая больше наносов и усиливая поток. Наличие меандров позволяет потоку регулировать длину до равновесной энергии на единицу длины, при которой поток уносит весь осадок, который он производит.

### Геоморфическая и морфотектоническая теория
Геоморфизм относится к структуре поверхности местности, например, складчатость рельефа. Морфотектонический означает более глубокую структуру литосферной плиты. Факторы, включённые в эти категории, не являются случайными и направляют потоки по определённым тектоникой путям. Например, поток может быть направлен в линию разлома (морфотектонический).